# Chasjuri (distrikt)
Chasjuri (georgiska: ხაშურის მუნიციპალიტეტი, Chasjuris munitsipaliteti) är ett distrikt i Georgien. Det ligger i regionen Inre Kartlien, i den centrala delen av landet, 100 km väster om huvudstaden Tbilisi. Antalet invånare år 2014 var 52 603. Arean är 585,20 kvadratkilometer. Huvudort är Chasjuri.